# Въглеродна киселина
Въглеродната киселина, наричана също въглена киселина, е химично съединение на въглерода с химична формула H2CO3. Тя е нетрайна и не може да съществува в свободно състояние. Нейните соли, карбонати и хидрогенкарбонати, са стабилни. Разпада се на въглероден диоксид и вода.
При 20 °C един обем вода разтваря 0,88 обема СО2.
Наличието на водородни йони е причина въглеродната киселина да променя цвета на лакмуса в бледорозово.

## Химични свойства
Въглеродният диоксид е анхидрид на въглеродната киселина. От разтвореното количество във водата само една малка част реагира и образува киселината, а останалата част остава като хидратиран CO2. Взаимодействието между CO2 и H2O се извършва бавно, двуетапно и се осъществяват равновесия между молекули и йони. В зависимост от pH на разтвора скоростоопределящият етап е различен: при pH < 8 процесът на получаване на H2CO3 е бавен, а нейната дисоциация е бърза:
{\displaystyle {\ce {CO2 + H2O <=> H2CO3}}} (бавен),
{\displaystyle {\ce {H2CO3 + H2O <=> H3O^+ + HCO3^-}}} (бърз).
При pH > 10 процесите са наобратно.
При голям излишък на OH- хидрогенкарбонатният йон се неутрализира:
{\displaystyle {\ce {HCO3^- + OH^- -> CO3^2- + H2O}}}.
Химичните връзки в молекулата на въглеродната киселина са ковалентни полярни. Разликите в стойностите за електроотрицателност на свързаните атоми показват, че най-полярни са връзките кислород – водород: χ(Н) = 2,20 <<χ(О) = 3,50; χ(О) = 3,50 >χ(С)= 2,50.
Въглеродната киселина не е много слаба и може да се отнесе към умерено силните киселини.

### Соли
Солите на въглеродната киселина се наричат карбонати и хидрогенкарбонати. Всички хидрогенкарбонати са разтворими във вода. Карбонатите са малко разтворими вещества с изключение на (NH4)2CO3, Tl2CO3 и алкалните карбонати без LiCO3.
Свойствата на карбонатния йон се определят от неговата електронна структура, в която двата електрични заряда са силно делокализирани. Пространственото разположение на атомите е планарно, при което въглеродът е в sp2-хибридно състояние. Кислородните атоми са разположени по върховете на равностранен триъгълник, определен от трите хибридни атома. Електронната плътност на двойките електрони на sp2-хибридните свързващи орбитали на трите двуцентрови връзки C–O е с кратност единица – тези връзки са локализирани.
Карбонатният йон запазва планарната си структура в кристалната решетка на карбонатите и здраво е свързан с металните йони.

## Значение

### В кръвта
Хидрогенкарбонатният йон е посредник при транспорта на CO2 извън тялото чрез респираторен газообмен. Реакцията на хидратация на CO2 обикновено е много бавна без катализатор, но червените кръвни телца играят тази роля, ускорявайки реакцията и произвеждайки хидрогенкаборнатен йон (HCO-
3), разтворен в плазмата. Тази реакция се обръща в белите дробове, където карбонатът става пак на CO2. Този баланс играе важна роля в поддържането на буфер в кръвта на бозайниците.

### В световния океан
Световният океан е погълнал почти половината CO2, отделян от хората чрез горене на изкопаеми горива. Изчислено е, че допълнителният разтворен въглероден диоксид е накарал средния pH на океана да се измести с -0,1 спрямо нива отпреди Индустриалната революция. Този феномен е познат като окисление на океана, макар океанът все още да е алкален.

### В геологията
В геологията въглеродната киселина е причината варовикът да се разтваря, произвеждайки калциев дихидрогенкарбонат, което води до образуването на сталактити и сталагмити.

### В хранително-вкусовата промишленост
Въглеродна киселина се съдържа в много газирани напитки.